# トラジ・ハイジ
トラジ・ハイジは、ジャニーズ事務所・ジャニーズ・エンタテイメント所属の男性アイドル2人組ユニットである。
国分太一・堂本剛が主演する映画『ファンタスティポ』の役名そのままに結成された。エンディング部分で初めて流れる映画主題歌『ファンタスティポ』で2005年1月26日にデビュー。ジャニーズ事務所に所属するグループが垣根を超えて新たなユニットを結成し、CDを発売するのはJ-FRIENDS以来7年ぶり。2004年12月20日に構想が明かされ、2005年1月6日に結成発表を兼ねた映画の記者会見が行われた。

## メンバー
- 鯉之堀トラジ （TOKIO・国分太一）[1]
- 鯉之堀ハイジ （KinKi Kids・堂本剛）[1]

## ディスコグラフィ

### シングル
- ファンタスティポ （2005年1月26日）

### DVD
- プロローグ・オブ・ファンタスティポ （ジャニーズ・エンタテイメント）

### 写真集
- DOUBLE FACE 国分太一×堂本剛 in ファンタスティポ（2005年1月26日、M.Co.／角川書店）ISBN 978-4-04-894155-6[1]

## 出演

### 映画
- ファンタスティポ（2005年2月5日公開）[1]

### 広告
- パルコ「バレンタインキャンペーン」 - イメージキャラクター[3]